# Szymon Drobniak
Szymon Marian Drobniak (ur. 9 kwietnia 1984 roku) – biolog ewolucyjny, zoolog zajmujący się biologią i ewolucją ptaków, popularyzator nauki, autor książek, tłumacz, grafik i ilustrator. Pracownik Zespołu Ekologii Populacyjnej Instytutu Nauk o Środowisku Uniwersytetu Jagiellońskiego. Zwycięzca IV polskiej edycji konkursu FameLab, organizator Tygodnia Ewolucji w Krakowie, Członek Stowarzyszenia Rzecznicy Nauki oraz nowojorskiego SciArt Center – ośrodka badań nad sztuką i jej wykorzystaniem w nauce. Autor lub współautor blisko dziewięćdziesięciu publikacji naukowych, które były cytowane przeszło dwa i pół tysiąca razy. Współpracownik Przekroju i Tygodnika Powszechnego. Laureat Nagród Naukowych Polityki 2018. 

## Wybrane publikacje
- ZM Prokop, Ł Michalczyk, SM Drobniak, M Herdegen, J Radwan. 2012. Meta‐analysis suggests choosy females get sexy sons more than “good genes”. Evolution: International Journal of Organic Evolution 66 (9), 2665-2673.
- M Griesser, SM Drobniak, S Nakagawa, CA Botero. 2017. Family living sets the stage for cooperative breeding and ecological resilience in birds. PLoS biology 15 (6), e2000483.
- A Arct, SM Drobniak, M Cichoń. 2015. Genetic similarity between mates predicts extrapair paternity—a meta-analysis of bird studies. Behavioral Ecology 26 (4), 959-968.
- M Chatelain, SM Drobniak, M Szulkin. 2020. The association between stressors and telomeres in non-human vertebrates: a meta-analysis. Ecology Letters 23 (2), 381-398.
- J Sudyka, A Arct, S Drobniak, A Dubiec, L Gustafsson, M Cichoń. 2014. Experimentally increased reproductive effort alters telomere length in the blue tit (Cyanistes caeruleus).  Journal of evolutionary biology 27 (10), 2258-2264.
- SM Drobniak, G Wagner, E Mourocq, M Griesser. 2015. Family living: an overlooked but pivotal social system to understand the evolution of cooperative breeding. Behavioral Ecology 26 (3), 805-811.
- E Podmokła, A Dubiec, SM Drobniak, A Arct, L Gustafsson, M Cichoń. 2014. Avian malaria is associated with increased reproductive investment in the blue tit. Journal of Avian Biology 45 (3), 219-224.
- S Sniegula, MJ Golab, SM Drobniak, F Johansson. 2016. Seasonal time constraints reduce genetic variation in life‐history traits along a latitudinal gradient. Journal of Animal Ecology 85 (1), 187-198.
- E Mourocq, P Bize, S Bouwhuis, R Bradley, A Charmantier, C de la Cruz. 2016. Lifespan and reproductive cost explain interspecific variation in the optimal onset of reproduction. Evolution.
- A Arct, J Rutkowska, R Martyka, SM Drobniak, M Cichoń. 2010. Kin recognition and adjustment of reproductive effort in zebra finches. Biology letters 6 (6), 762-764.
- S Śniegula, SM Drobniak, MJ Gołąb, F Johansson. 2014. Photoperiod and variation in life history traits in core and peripheral populations in the damselfly Lestes sponsa.. Ecological Entomology 39 (2), 137-148.
- A Arct, SM Drobniak, E Podmokła, L Gustafson, M Cichoń. 2013. Benefits of extra-pair mating may depend on environmental conditions—an experimental study in the blue tit (Cyanistes caeruleus).. Behavioral Ecology and Sociobiology 67 (11), 1809-1815.
- J Sudyka, A Arct, SM Drobniak, M Cichoń. 2016. Longitudinal studies confirm faster telomere erosion in short-lived bird species.. Journal of Ornithology.
- E Podmokła, SM Drobniak, J Rutkowska. 2018. Chicken or egg? Outcomes of experimental manipulations of maternally transmitted hormones depend on administration method–a meta‐analysis.. Biological Reviews 93 (3), 1499-1517.
- E Podmokła, A Dubiec, SM Drobniak, A Arct, L Gustafsson, M Cic. 2014. Determinants of prevalence and intensity of infection with malaria parasites in the blue tit. hoń. Journal of Ornithology 155 (3), 721-727.
- M Griesser, GF Wagner, SM Drobniak, J Ekman. 2017. Reproductive trade‐offs in a long‐lived bird species: condition‐dependent reproductive allocation maintains female survival and offspring quality. Journal of Evolutionary Biology 30 (4), 782-795.
- M Griesser, P Halvarsson, SM Drobniak, C Vilà. 2015. Fine‐scale kin recognition in the absence of social familiarity in the Siberian jay, a monogamous bird species.. Molecular ecology 24 (22), 5726-5738.
- SM Drobniak, D Wiejaczka, A Arct, A Dubiec, L Gustafsson, M Cichoń. 2010. Sex‐specific heritability of cell‐mediated immune response in the blue tit nestlings (Cyanistes caeruleus).. Journal of Evolutionary Biology 23 (6), 1286-1292.
- W Mazurczyk, S Drobniak, S Moore. 2016. Towards a systematic view on cybersecurity ecology. Combatting Cybercrime and Cyberterrorism, 17-37.
- A Dubiec, E Podmokła, M Zagalska-Neubauer, SM Drobniak, A Arct. 2016. Differential prevalence and diversity of haemosporidian parasites in two sympatric closely related non-migratory passerines. Parasitology 143 (10), 1320-1329.